# Batalla de Mindoro
La batalla de Mindoro fue una batalla de la Segunda Guerra Mundial, parte de la Campaña de Filipinas de 1944-45, entre las fuerzas de los Estados Unidos y el Imperio del Japón en la isla de Mindoro, en las Filipinas, entre el 13 y el 16 de diciembre de 1944.
Las tropas del Ejército de los Estados Unidos, con el apoyo de la Armada y la Fuerza Aérea de ese país, realizaron un asalto anfibio en Mindoro y derrotaron a las fuerzas del Ejército Imperial Japonés estacionado allí. No hubo mucha resistencia por parte de la Armada Imperial Japonesa, ni del ejército o de la fuerza aérea, con la excepción de ataques kamikaze (suicidas) contra los buques estadounidenses.
Las fuerzas japonesas en Mindoro eran escasas, y fueron eliminadas en tres días. El ejército estadounidense fue asistido durante la campaña por guerrillas de la población filipina local.
Los Estados Unidos capturaron Mindoro para establecer pistas de aterrizaje allí, las cuales pondrían a sus cazas dentro del rango del golfo de Lingayen en el norte de la isla de Luzón, en donde se planeaba realizar el siguiente desembarco anfibio más importante de las Filipinas. Para este fin, era necesario tener una base terrestre para los cazas. Mindoro también sirvió como una base de avanzada para las tropas estadounidenses que lucharían en Luzón.

## Antecedentes
Para la invasión de Luzón, las fuerzas estadounidenses necesitaban bases aéreas que estuvieran más cerca a la isla del norte que la isla de Leyte. Mindoro era la elección lógica. Está ubicada no muy al sur de Luzón, y con un tamaño de la mitad del estado estadounidense de Nueva Jersey, Mindoro está cubierta casi por completo por montañas y colinas, con la excepción de unas delgadas planicies a lo largo de sus costas.
Las lluvias casi diarias y los altos niveles de humedad, causados por las nubes que suben desde el sur y son atrapadas por los altos picos convierten al lugar en un semillero de malaria y otras enfermedades tropicales. No obstante, las defensas japonesas en la isla eran mínimas.
Las pistas de aterrizaje recientemente construidas en Leyte demostraron no ser fiables, así que la idea de contar con pistas adicionales en Mindoro fue del agrado del General del Ejército Douglas MacArthur, el Comandante General de este teatro de operaciones.